# Jules Lagadeau
Jules Theodorus Lagadeau (Paramaribo, 31 de julio de 1939-27 de agosto de 2019) fue un jugador y entrenador de fútbol surinamés que jugó en el S.V. Transvaal de la Hoofdklasse y para la selección nacional de Surinam.

## Trayectoria
Creció jugando para los Benjamin Boys en Mr. Bronsplein. Como admirador de la estrella local Humphrey Mijnals, se unió a S.V. Robinhood, pero se separó del club poco después de que su ídolo se fuera para jugar profesionalmente en los Países Bajos, uniéndose al S.V. Transvaal poco después.
En 1963, pasó un período de prueba de 3 meses con el club neerlandés de la Eredivisie PSV Eindhoven, y en 1965 estuvo a prueba durante el mismo lapso con el F.C. Dom Basil de Trinidad y Tobago.
En Transvaal fue el capitán del equipo que llevó al club a cinco campeonatos nacionales en 1962, 1965, 1966, 1967 y 1968. Su última temporada como jugador llevó al Transvaal a la final de la Copa de Campeones de la Concacaf de 1968 después de derrotar al Aurora F.C. de Guatemala. Sin embargo, después de que los fanáticos invadieron el campo, Transvaal y Aurora fueron descalificados y el Deportivo Toluca de México ganó la copa.

## Selección nacional
Debutó con la selección nacional de Surinam a la edad de 19 años el 4 de enero de 1959 en un partido amistoso contra el club de fútbol sueco Malmö FF. El 20 de septiembre de 1959 hizo su debut oficial en un partido amistoso contra Martinica. El partido terminó con una victoria por 1-0 en el Estadio Nacional de Surinam. Otro punto culminante de su primer año con la selección nacional fue el empate 2-2 contra las Antillas Neerlandesas, que fue la primera vez que la selección nacional no perdió jugando en Curazao.
Formó parte del equipo que logró un cuarto puesto en el Campeonato CCCF de 1960 en Cuba. Jugando junto a Gerrit Niekoop, Leo Marcet y Siegfried Haltman, anotó sus únicos dos goles el 22 de diciembre de 1968 contra El Salvador en la victoria por 4-1 en casa.

## Trayectoria como entrenador
Después de su carrera como futbolista, asumió el cargo de gerente de S.V. Transvaal, separando a Ronald Kolf que se había ido para hacerse cargo de S.V. Robinhood. Llevó con éxito al Transvaal a cuatro títulos nacionales consecutivos. La temporada de 1973 fue la más exitosa como entrenador, quedando invicto al ganar el campeonato nacional, mientras ganaba la Copa de Campeones de la Concacaf 1973, el primer título continental ganado por el club.

## Palmarés

### Como jugador
| Título      | Equipo    | País    | Año  |
| ----------- | --------- | ------- | ---- |
| Hoofdklasse | Transvaal | Surinam | 1962 |
| Hoofdklasse | Transvaal | Surinam | 1965 |
| Hoofdklasse | Transvaal | Surinam | 1966 |
| Hoofdklasse | Transvaal | Surinam | 1967 |
| Hoofdklasse | Transvaal | Surinam | 1968 |

### Como entrenador

#### Títulos nacionales
| Título      | Equipo    | País    | Año  |
| ----------- | --------- | ------- | ---- |
| Hoofdklasse | Transvaal | Surinam | 1969 |
| Hoofdklasse | Transvaal | Surinam | 1970 |
| Hoofdklasse | Transvaal | Surinam | 1973 |
| Hoofdklasse | Transvaal | Surinam | 1974 |

#### Títulos internacionales
| Título                           | Equipo    | País    | Año  |
| -------------------------------- | --------- | ------- | ---- |
| Copa de Campeones de la Concacaf | Transvaal | Surinam | 1973 |